# Felix Bloch
Felix Bloch (Zurigo, 23 ottobre 1905 – Zurigo, 10 settembre 1983) è stato un fisico svizzero naturalizzato statunitense, premio Nobel per la fisica per il  contributo alla nascita della risonanza magnetica nucleare.

## Biografia
All'inizio dei suoi studi universitari presso l'ETHZ di Zurigo scelse dapprima ingegneria, cambiando idea dopo un anno ed iscrivendosi a fisica; nei due anni successivi seguì tra gli altri i corsi tenuti da Peter Debye, Paul Scherrer, Hermann Weyl e Erwin Schrödinger, dai quali apprese i fondamenti della nascente meccanica quantistica.
Quando Schrödinger lasciò Zurigo nel 1927, Bloch proseguì i suoi studi con Werner Heisenberg presso l'università di Lipsia, dove conseguì il dottorato nell'estate del 1928 con una tesi riguardante le proprietà degli elettroni nei cristalli.
Dopo il dottorato continuò la carriera universitaria studiando fra gli altri con Werner Heisenberg, Niels Bohr ed Enrico Fermi. Nel 1933 lasciò la Germania per la Stanford University, ottenendo nel 1939 la cittadinanza statunitense. Durante la seconda guerra mondiale lavorò brevemente nell'ambito del progetto Manhattan presso Los Alamos.
Nel 1952 condivise il premio Nobel con Edward Purcell per la scoperta della risonanza magnetica nucleare. Nel 1954-1955 fu il primo direttore generale del CERN.